# Tom Franklin (rugby à XV)
Pour les articles homonymes, voir Franklin (patronyme), Tom Franklin et Tom Franklin (joueur de poker).

a Compétitions nationales et continentales officielles uniquement.

b Matchs officiels uniquement.
Dernière mise à jour le 16 juin 2025.
Tom Franklin, né le 11 août 1990 à Opotiki (en) (Nouvelle-Zélande), est un joueur néo-zélandais de rugby à XV évoluant au poste de deuxième ligne.

## Biographie
Tom Franklin naît dans la ville d'Opotiki (en), dans la région de la baie de l'Abondance en Nouvelle-Zélande, et il va au lycée St Paul's Collegiate à Hamilton. Après avoir obtenu son diplôme, il refuse une bourse à l'université Lincoln (en) de Christchurch pour aller étudier la gestion d'entreprise à l'université d'Otago à Dunedin. C'est là qu'il commencé la pratique du rugby à XV avec un club local de Dunedin et il intègre ensuite l'académie d'Otago,.
Avec l'équipe de Nouvelle-Zélande des moins de 20 ans, il remporte le Championnat du monde junior 2010.
Sa carrière professionnelle commence en 2011 avec Otago dans le National Provincial Championship (NPC). À partir de 2014, il évolue en parallèle avec les Highlanders dans le Super Rugby jusqu'en 2019. Il remporte le Super Rugby en 2015.
Entre 2014 et 2019, il est sélectionné à neuf reprises avec les Māori de Nouvelle-Zélande.
En 2017, il quitte Otago pour rejoindre une autre province de NPC : Bay of Plenty.
En avril 2018, il s'engage pour deux saisons au Japon avec les Kobelco Kobe Steelers. Il joue au Japon jusqu'en 2022. Il remporte le Championnat du Japon en 2018.
Il rejoint la Legion de San Diego aux États-Unis pour la saison 2021 de la Major League Rugby. Il y retourne pour la saison 2023.
Il retourne dans le NPC en 2023 en s'engageant avec Taranaki. Cette saison-là, il remporte la compétition.
Il retrouve le Super Rugby en 2024 en s'engageant avec la Western Force.
En septembre 2024, il rejoint le Top 14 et la Section paloise en tant que joueur supplémentaire afin de compenser les absences de Luke Whitelock (blessure) et Hugo Auradou (affaire extra sportive).

## Palmarès

### En club, franchise et province
- Vainqueur du Super Rugby en 2015 avec les Highlanders.
- Vainqueur de la Top League en 2018 avec Kobelco Kobe Steelers.
- Finaliste de la Major League Rugby en 2023 avec Legion de San Diego.
- Vainqueur du National Provincial Championship en 2023 avec Taranaki.

### En équipe nationale
- Vainqueur du Championnat du monde junior en 2010 avec l'équipe de Nouvelle-Zélande des moins de 20 ans.